# حلقه نوتری

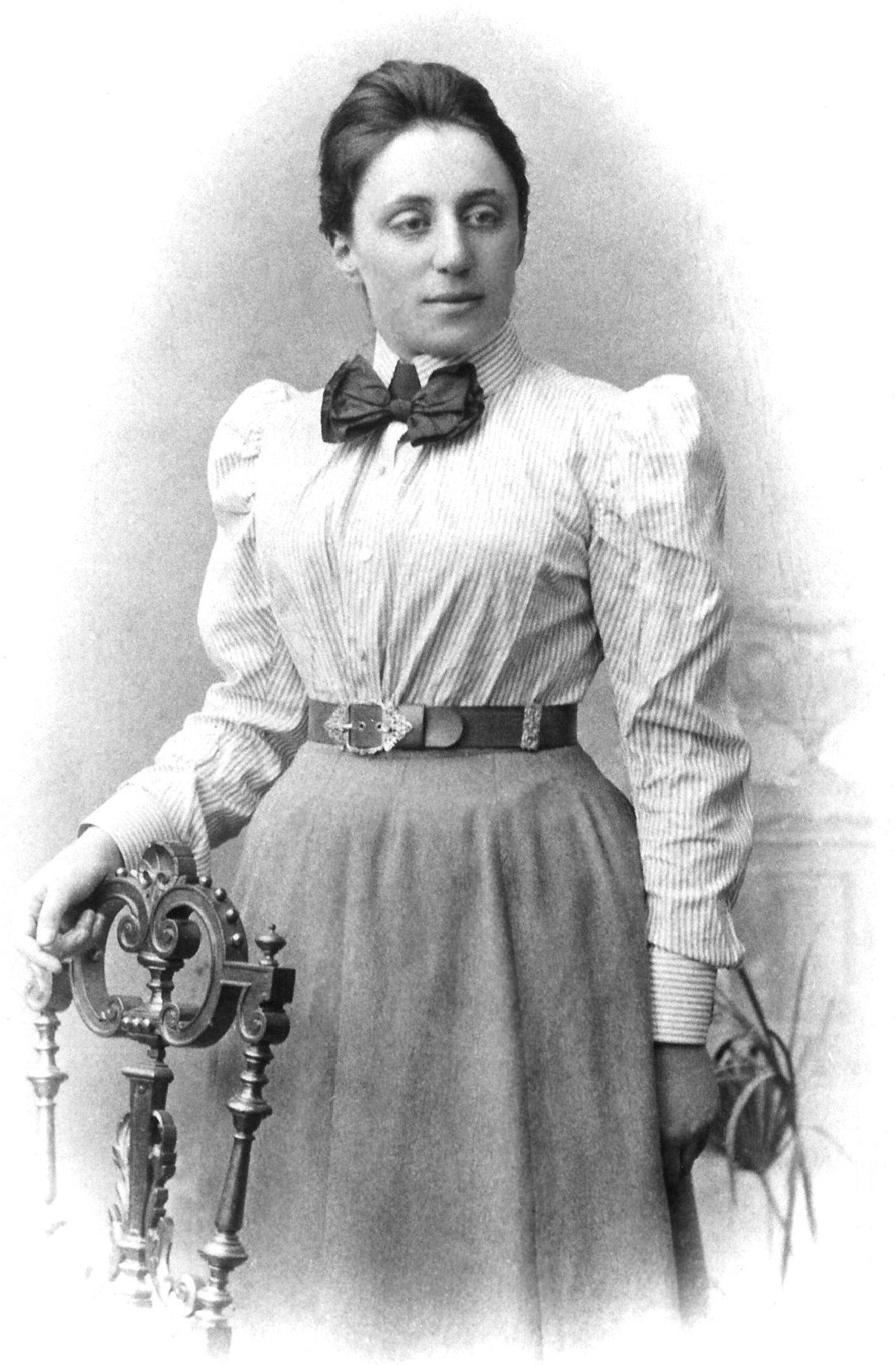
امی نوتر

در ریاضیات، به‌طور خاص در حوزه ای از جبر مجرد به نام نظریه حلقه‌ها، حلقه نوتری یک حلقه است که شرایط زنجیره صعودی روی ایده‌آل‌های چپ و راست را ارضاء می‌کند، یعنی هیچ زنجیره صعودی از ایده‌آل‌های چپ (یا راست) تا ابد ادامه پیدا نمی‌کند؛ به عبارتی دیگر برای هر زنجیره از ایده‌آل‌های چپ (یا راست) چون:
{\displaystyle I_{1}\subseteq \cdots \subseteq I_{k-1}\subseteq I_{k}\subseteq I_{k+1}\subseteq \cdots ,}
وجود دارد عدد طبیعی چون {\displaystyle n} به گونه ای که:
{\displaystyle I_{n}=I_{n+1}=\cdots .}
حلقه‌های نوتری به نام امی نوتر نام گذاری شده‌اند.
مفهوم یک حلقه نوتری هم در نظریه حلقه‌های جابجایی و هم ناجابجایی از اهمیت بنیادینی برخوردار است، که علتش نقشیست که در ساده‌سازی ساختار ایده‌آل‌های یک حلقه بازی می‌کند. به عنوان مثال، حلقه اعداد صحیح و حلقه چند جمله ای‌ها روی یک میدان، هردو حلقه‌های نوتری هستند، و ازین رو قضایایی چون قضیه لاسکر-نوتر، قضیه اشتراک کرول و قضیه پایه ای هیلبرت برای آن‌ها برقرار است. به علاوه، اگر یک حلقه نوتری باشد، آنگاه شرط زنجیر نزولی روی ایده‌آل‌های اول آن نیز برقرار خواهد بود. این خاصیت با آغاز مفهوم بعد کرول برای حلقه‌های نوتری، بشارت دهنده نظریه عمیقی در این حوزه می‌باشد.